# 24 ur Le Mansa 2008
24 ur Le Mansa 2008 je bila šestinsedemdeseta vzdržljivostna dirka 24 ur Le Mansa. Potekala je 14. in 15. junija 2008 na dirkališču Circuit de la Sarthe.

## Kvalifikacije
| Poz | Moštvo                             | Razred | 1. dan   | 2. dan   |
| --- | ---------------------------------- | ------ | -------- | -------- |
| 1   | #8 Team Peugeot Total              | LMP1   | 3:18.513 | 3:20.566 |
| 2   | #9 Peugeot Sport Total             | LMP1   | 3:18.682 | 3:24.966 |
| 3   | #7 Team Peugeot Total              | LMP1   | 3:20.451 | 3:21.490 |
| 4   | #2 Audi Sport North America        | LMP1   | 3:24.105 | 3:23.847 |
| 5   | #3 Audi Sport Team Joest           | LMP1   | 3:24.287 | 3:26.432 |
| 6   | #10 Charouz Racing System          | LMP1   | 3:34.211 | 3:25.158 |
| 7   | #1 Audi Sport North America        | LMP1   | 3:27.580 | 3:25.289 |
| 8   | #11 Dome Racing Team               | LMP1   | 3:29.352 | 3:26.928 |
| 9   | #16 Pescarolo Sport                | LMP1   | 3:28.533 | 3:32.407 |
| 10  | #5 Team Oreca-Matmut               | LMP1   | 3:30.490 | 3:32.176 |
| 11  | #17 Pescarolo Sport                | LMP1   | 3:30.618 | 3:30.905 |
| 12  | #12 Charouz Racing System          | LMP1   | 3:31.910 | 3:31.135 |
| 13  | #6 Team Oreca-Matmut               | LMP1   | 3:31.243 | 3:33.139 |
| 14  | #34 Van Merksteijn Motorsport      | LMP2   | 3:34.078 | 3:32.301 |
| 15  | #21 Epsilon Euskadi                | LMP1   | 3:41.526 | 3:32.939 |
| 16  | #31 Team Essex                     | LMP2   | 3:33.441 | 3:38.621 |
| 17  | #20 Epsilon Euskadi                | LMP1   | 3:39.158 | 3:34.281 |
| 18  | #18 Rollcentre Racing              | LMP1   | 3:35.450 | 3:35.020 |
| 19  | #32 Barazi-Epsilon                 | LMP2   | 3:35.344 | 3:44.555 |
| 20  | #33 Speedy Racing Team Sebah       | LMP2   | 3:35.401 | -        |
| 21  | #14 Creation Autosportif           | LMP1   | 3:35.994 | 3:39.638 |
| 22  | #24 Terramos                       | LMP1   | 3:37.560 | 3:40.318 |
| 23  | #19 Chamberlain-Synergy Motorsport | LMP1   | 3:38.024 | 3:43.492 |
| 24  | #45 Embassy Racing                 | LMP2   | 3:39.926 | 3:49.019 |
| 25  | #25 Ray Mallock Ltd.               | LMP2   | 3:44.188 | 3:40.027 |
| 26  | #40 Quifel ASM Team                | LMP2   | 3:41.193 | 3:44.074 |
| 27  | #4 Saulnier Racing                 | LMP1   | 3:46.666 | 3:42.162 |
| 28  | #35 Saulnier Racing                | LMP2   | 3:42.545 | 4:10.588 |
| 29  | #41 Trading Performance            | LMP2   | 3:46.773 | 3:43.148 |
| 30  | #26 Team Bruichladdich Radical     | LMP2   | 3:47.935 | 3:46.631 |
| 31  | #63 Corvette Racing                | GT1    | 3:49.406 | 3:47.668 |
| 32  | #23 Autocon Motorsports            | LMP1   | 3:56.108 | 3:47.695 |
| 33  | #50 Larbre Compétition             | GT1    | 3:50.920 | 3:47.761 |
| 34  | #44 Kruse Schiller Motorsport      | LMP2   | 3:47.802 | -        |
| 35  | #64 Corvette Racing                | GT1    | 3:50.766 | 3:48.539 |
| 36  | #009 Aston Martin Racing           | GT1    | 3:52.266 | 3:48.994 |
| 37  | #007 Aston Martin Racing           | GT1    | 3:52.527 | 3:49.060 |
| 38  | #55 IPB Spartak Racing             | GT1    | 3:52.175 | 3:53.000 |
| 39  | #72 Luc Alphand Aventures          | GT1    | 3:53.990 | 3:52.993 |
| 40  | #59 Team Modena                    | GT1    | 3:58.193 | 3:53.031 |
| 41  | #22 Tōkai University YGK           | LMP1   | 3:52.143 | -        |
| 42  | #53 Vitaphone Racing Team          | GT1    | 3:57.371 | 3:53.475 |
| 43  | #73 Luc Alphand Aventures          | GT1    | 3:55.736 | 3:58.025 |
| 44  | #76 IMSA Performance Matmut        | GT2    | 4:00.793 | 3:58.152 |
| 45  | #77 Team Felbermayr-Proton         | GT2    | 4:02.517 | 3:59.072 |
| 46  | #96 Virgo Motorsport               | GT2    | 4:01.293 | 3:59.820 |
| 47  | #80 Flying Lizard Motorsports      | GT2    | 4:00.106 | 4:02.799 |
| 48  | #90 Farnbacher Racing              | GT2    | 4:05.098 | 4:01.464 |
| 49  | #82 Risi Competizione              | GT2    | 4:01.598 | 4:02.412 |
| 50  | #97 BMS Scuderia Italia            | GT2    | 4:02.080 | 4:03.109 |
| 51  | #99 JMB Racing                     | GT2    | 4:03.293 | 4:14.033 |
| 52  | #85 Snoras Spyker Squadron         | GT2    | 4:05.096 | 4:03.641 |
| 53  | #78 AF Corse                       | GT2    | 4:05.660 | 4:03.810 |
| 54  | #83 Risi Competizione              | GT2    | 4:07.978 | 4:04.515 |
| 55  | #94 Speedy Racing Team             | GT2    | 4:11.564 | 4:08.284 |

## Dirka
Zmagovalci svojega razreda so odebeljeni. Dirkalniki, ki niso prevozili 75% razdalje zmagovalca niso uvrščeni (NC).
| Poz    | Razred | Št  | Moštvo                                     | Dirkači                                                 | Šasija                               | Gume | Krogi |
| Poz    | Razred | Št  | Moštvo                                     | Dirkači                                                 | Motor                                | Gume | Krogi |
| ------ | ------ | --- | ------------------------------------------ | ------------------------------------------------------- | ------------------------------------ | ---- | ----- |
| 1      | LMP1   | 2   | Audi Sport North America                   | Allan McNish Rinaldo Capello Tom Kristensen             | Audi R10 TDI                         | M    | 381   |
| 1      | LMP1   | 2   | Audi Sport North America                   | Allan McNish Rinaldo Capello Tom Kristensen             | Audi TDI 5.5 L Turbo V12 (Diesel)    | M    | 381   |
| 2      | LMP1   | 7   | Team Peugeot Total                         | Nicolas Minassian Marc Gené Jacques Villeneuve          | Peugeot 908                          | M    | 381   |
| 2      | LMP1   | 7   | Team Peugeot Total                         | Nicolas Minassian Marc Gené Jacques Villeneuve          | Peugeot HDi 5.5 L Turbo V12 (Diesel) | M    | 381   |
| 3      | LMP1   | 9   | Peugeot Sport Total                        | Franck Montagny Ricardo Zonta Christian Klien           | Peugeot 908                          | M    | 379   |
| 3      | LMP1   | 9   | Peugeot Sport Total                        | Franck Montagny Ricardo Zonta Christian Klien           | Peugeot HDi 5.5 L Turbo V12 (Diesel) | M    | 379   |
| 4      | LMP1   | 3   | Audi Sport Team Joest                      | Mike Rockenfeller Lucas Luhr Alexandre Prémat           | Audi R10 TDI                         | M    | 374   |
| 4      | LMP1   | 3   | Audi Sport Team Joest                      | Mike Rockenfeller Lucas Luhr Alexandre Prémat           | Audi TDI 5.5 L Turbo V12 (Diesel)    | M    | 374   |
| 5      | LMP1   | 8   | Team Peugeot Total                         | Stéphane Sarrazin Pedro Lamy Alexander Wurz             | Peugeot 908                          | M    | 368   |
| 5      | LMP1   | 8   | Team Peugeot Total                         | Stéphane Sarrazin Pedro Lamy Alexander Wurz             | Peugeot HDi 5.5 L Turbo V12 (Diesel) | M    | 368   |
| 6      | LMP1   | 1   | Audi Sport North America                   | Frank Biela Marco Werner Emanuele Pirro                 | Audi R10 TDI                         | M    | 367   |
| 6      | LMP1   | 1   | Audi Sport North America                   | Frank Biela Marco Werner Emanuele Pirro                 | Audi TDI 5.5 L Turbo V12 (Diesel)    | M    | 367   |
| 7      | LMP1   | 17  | Pescarolo Sport                            | Christophe Tinseau Benoît Tréluyer Harold Primat        | Pescarolo 01                         | M    | 362   |
| 7      | LMP1   | 17  | Pescarolo Sport                            | Christophe Tinseau Benoît Tréluyer Harold Primat        | Judd GV5.5 S2 5.5 L V10              | M    | 362   |
| 8      | LMP1   | 5   | Team Oreca-Matmut                          | Soheil Ayari Loïc Duval Laurent Groppi                  | Courage-Oreca LC70                   | M    | 357   |
| 8      | LMP1   | 5   | Team Oreca-Matmut                          | Soheil Ayari Loïc Duval Laurent Groppi                  | Judd GV5.5 S2 5.5 L V10              | M    | 357   |
| 9      | LMP1   | 10  | Charouz Racing System Aston Martin Racing  | Jan Charouz Tomáš Enge Stefan Mücke                     | Lola B08/60                          | M    | 354   |
| 9      | LMP1   | 10  | Charouz Racing System Aston Martin Racing  | Jan Charouz Tomáš Enge Stefan Mücke                     | Aston Martin 6.0L V12                | M    | 354   |
| 10     | LMP2   | 34  | Van Merksteijn Motorsport Equipe Verschuur | Peter van Merksteijn Jeroen Bleekemolen Jos Verstappen  | Porsche RS Spyder Evo                | M    | 354   |
| 10     | LMP2   | 34  | Van Merksteijn Motorsport Equipe Verschuur | Peter van Merksteijn Jeroen Bleekemolen Jos Verstappen  | Porsche MR6 3.4 L V8                 | M    | 354   |
| 11     | LMP1   | 18  | Rollcentre Racing                          | João Barbosa Stéphan Grégoire Vanina Ickx               | Pescarolo 01                         | D    | 352   |
| 11     | LMP1   | 18  | Rollcentre Racing                          | João Barbosa Stéphan Grégoire Vanina Ickx               | Judd GV5.5 S2 5.5 L V10              | D    | 352   |
| 12     | LMP2   | 31  | Team Essex                                 | Casper Elgaard John Nielsen Sascha Maassen              | Porsche RS Spyder Evo                | D    | 347   |
| 12     | LMP2   | 31  | Team Essex                                 | Casper Elgaard John Nielsen Sascha Maassen              | Porsche MR6 3.4 L V8                 | D    | 347   |
| 13     | GT1    | 009 | Aston Martin Racing                        | David Brabham Antonio García Darren Turner              | Aston Martin DBR9                    | M    | 344   |
| 13     | GT1    | 009 | Aston Martin Racing                        | David Brabham Antonio García Darren Turner              | Aston Martin 6.0 L V12               | M    | 344   |
| 14     | GT1    | 63  | Corvette Racing                            | Johnny O'Connell Jan Magnussen Ron Fellows              | Chevrolet Corvette C6.R              | M    | 344   |
| 14     | GT1    | 63  | Corvette Racing                            | Johnny O'Connell Jan Magnussen Ron Fellows              | Chevrolet LS7.R 7.0 L V8             | M    | 344   |
| 15     | GT1    | 64  | Corvette Racing                            | Oliver Gavin Olivier Beretta Max Papis                  | Chevrolet Corvette C6.R              | M    | 341   |
| 15     | GT1    | 64  | Corvette Racing                            | Oliver Gavin Olivier Beretta Max Papis                  | Chevrolet LS7.R 7.0 L V8             | M    | 341   |
| 16     | GT1    | 007 | Aston Martin Racing                        | Heinz-Harald Frentzen Andrea Piccini Karl Wendlinger    | Aston Martin DBR9                    | M    | 339   |
| 16     | GT1    | 007 | Aston Martin Racing                        | Heinz-Harald Frentzen Andrea Piccini Karl Wendlinger    | Aston Martin 6.0 L V12               | M    | 339   |
| 17     | GT1    | 72  | Luc Alphand Aventures                      | Luc Alphand Guillaume Moreau Jérôme Policand            | Chevrolet Corvette C6.R              | M    | 335   |
| 17     | GT1    | 72  | Luc Alphand Aventures                      | Luc Alphand Guillaume Moreau Jérôme Policand            | Chevrolet LS7.R 7.0 L V8             | M    | 335   |
| 18     | LMP2   | 35  | Saulnier Racing                            | Pierre Ragues Mathieu Lahaye Cheng Cong Fu              | Pescarolo 01                         | M    | 333   |
| 18     | LMP2   | 35  | Saulnier Racing                            | Pierre Ragues Mathieu Lahaye Cheng Cong Fu              | Judd DB 3.4 L V8                     | M    | 333   |
| 19     | GT2    | 82  | Risi Competizione                          | Gianmaria Bruni Mika Salo Jaime Melo                    | Ferrari F430 GT2                     | M    | 326   |
| 19     | GT2    | 82  | Risi Competizione                          | Gianmaria Bruni Mika Salo Jaime Melo                    | Ferrari 4.0 L V8                     | M    | 326   |
| 20     | LMP2   | 40  | Quifel ASM Team                            | Miguel Amaral Olivier Pla Guy Smith                     | Lola B05/40                          | D    | 325   |
| 20     | LMP2   | 40  | Quifel ASM Team                            | Miguel Amaral Olivier Pla Guy Smith                     | AER P07 2.0 L Turbo I4               | D    | 325   |
| 21     | GT1    | 73  | Luc Alphand Aventures                      | Jean-Luc Blanchemain Laurent Pasquali Patrice Goueslard | Chevrolet Corvette C6.R              | M    | 325   |
| 21     | GT1    | 73  | Luc Alphand Aventures                      | Jean-Luc Blanchemain Laurent Pasquali Patrice Goueslard | Chevrolet LS7.R 7.0 L V8             | M    | 325   |
| 22     | GT2    | 97  | BMS Scuderia Italia                        | Matteo Malucelli Paolo Ruberti Fabio Babini             | Ferrari F430 GT2                     | P    | 318   |
| 22     | GT2    | 97  | BMS Scuderia Italia                        | Matteo Malucelli Paolo Ruberti Fabio Babini             | Ferrari 4.0 L V8                     | P    | 318   |
| 23     | GT2    | 90  | Farnbacher Racing                          | Pierre Ehret Pierre Kaffer Lars-Erik Nielsen            | Ferrari F430 GT2                     | D    | 317   |
| 23     | GT2    | 90  | Farnbacher Racing                          | Pierre Ehret Pierre Kaffer Lars-Erik Nielsen            | Ferrari 4.0 L V8                     | D    | 317   |
| 24     | LMP1   | 14  | Creation Autosportif                       | Stuart Hall Johnny Mowlem Marc Goossens                 | Creation CA07                        | D    | 316   |
| 24     | LMP1   | 14  | Creation Autosportif                       | Stuart Hall Johnny Mowlem Marc Goossens                 | AIM (Judd) YS5.5 5.5 L V10           | D    | 316   |
| 25     | GT2    | 99  | JMB Racing Aucott Racing                   | Ben Aucott Alain Ferté Stéphane Daoudi                  | Ferrari F430 GT2                     | M    | 312   |
| 25     | GT2    | 99  | JMB Racing Aucott Racing                   | Ben Aucott Alain Ferté Stéphane Daoudi                  | Ferrari 4.0 L V8                     | M    | 312   |
| 26     | LMP1   | 4   | Saulnier Racing                            | Jacques Nicolet Marc Faggionato Richard Hein            | Pescarolo 01                         | M    | 311   |
| 26     | LMP1   | 4   | Saulnier Racing                            | Jacques Nicolet Marc Faggionato Richard Hein            | Judd GV5.5 S2 5.5 L V10              | M    | 311   |
| 27     | GT2    | 77  | Team Felbermayr-Proton                     | Horst Felbermayr, Sr. Alex Davison Wolf Henzler         | Porsche 997 GT3-RSR                  | M    | 309   |
| 27     | GT2    | 77  | Team Felbermayr-Proton                     | Horst Felbermayr, Sr. Alex Davison Wolf Henzler         | Porsche 3.8 L Flat-6                 | M    | 309   |
| 28     | GT1    | 50  | Larbre Compétition                         | Christophe Bouchut David Smet Patrick Bornhauser        | Saleen S7-R                          | M    | 306   |
| 28     | GT1    | 50  | Larbre Compétition                         | Christophe Bouchut David Smet Patrick Bornhauser        | Ford 7.0 L V8                        | M    | 306   |
| 29     | LMP2   | 32  | Barazi-Epsilon                             | Michael Vergers Juan Barazi Stuart Moseley              | Zytek 07S/2                          | M    | 304   |
| 29     | LMP2   | 32  | Barazi-Epsilon                             | Michael Vergers Juan Barazi Stuart Moseley              | Zytek ZG348 3.4 L V8                 | M    | 304   |
| 30     | GT1    | 59  | Team Modena                                | Terry Borcheller Christian Fittipaldi Jos Menten        | Aston Martin DBR9                    | M    | 302   |
| 30     | GT1    | 59  | Team Modena                                | Terry Borcheller Christian Fittipaldi Jos Menten        | Aston Martin 6.0 L V12               | M    | 302   |
| 31     | LMP2   | 26  | Team Bruichladdich Radical                 | Marc Rostan Gunnar Jeannette Ben Devlin                 | Radical SR9                          | D    | 297   |
| 31     | LMP2   | 26  | Team Bruichladdich Radical                 | Marc Rostan Gunnar Jeannette Ben Devlin                 | AER P07 2.0 L Turbo I4               | D    | 297   |
| 32     | GT2    | 80  | Flying Lizard Motorsports                  | Jörg Bergmeister Johannes van Overbeek Seth Neiman      | Porsche 997 GT3-RSR                  | M    | 289   |
| 32     | GT2    | 80  | Flying Lizard Motorsports                  | Jörg Bergmeister Johannes van Overbeek Seth Neiman      | Porsche 3.8 L Flat-6                 | M    | 289   |
| 33     | LMP1   | 11  | Dome Racing Team                           | Tatsuya Kataoka Yuji Tachikawa Daisuke Ito              | Dome S102                            | M    | 272   |
| 33     | LMP1   | 11  | Dome Racing Team                           | Tatsuya Kataoka Yuji Tachikawa Daisuke Ito              | Judd GV5.5 S2 5.5 L V10              | M    | 272   |
| 34 NC  | GT1    | 55  | IPB Spartak Racing Reiter Engineering      | Peter Kox Mike Hezemans Roman Rusinov                   | Lamborghini Murciélago R-GT          | M    | 266   |
| 34 NC  | GT1    | 55  | IPB Spartak Racing Reiter Engineering      | Peter Kox Mike Hezemans Roman Rusinov                   | Lamborghini L535 6.0 L V12           | M    | 266   |
| 35 NC  | LMP1   | 24  | Terramos                                   | Yojiro Terada Hiroki Katoh Kazuho Takahashi             | Courage LC70                         | M    | 224   |
| 35 NC  | LMP1   | 24  | Terramos                                   | Yojiro Terada Hiroki Katoh Kazuho Takahashi             | Mugen MF408S 4.0 L V8                | M    | 224   |
| 36 DNF | GT2    | 96  | Virgo Motorsport                           | Rob Bell Tim Mullen Tim Sugden                          | Ferrari F430 GT2                     | D    | 289   |
| 36 DNF | GT2    | 96  | Virgo Motorsport                           | Rob Bell Tim Mullen Tim Sugden                          | Ferrari 4.0 L V8                     | D    | 289   |
| 37 DNF | LMP1   | 16  | Pescarolo Sport                            | Emmanuel Collard Jean-Christophe Boullion Romain Dumas  | Pescarolo 01                         | M    | 238   |
| 37 DNF | LMP1   | 16  | Pescarolo Sport                            | Emmanuel Collard Jean-Christophe Boullion Romain Dumas  | Judd GV5.5 S2 5.5 L V10              | M    | 238   |
| 38 DNF | LMP1   | 23  | Autocon Motorsports Creation Autosportif   | Bryan Willman Michael Lewis Chris McMurry               | Creation CA07                        | D    | 224   |
| 38 DNF | LMP1   | 23  | Autocon Motorsports Creation Autosportif   | Bryan Willman Michael Lewis Chris McMurry               | Judd GV5 5.0 L V10                   | D    | 224   |
| 39 DNF | LMP2   | 45  | Embassy Racing                             | Warren Hughes Jonny Kane Joey Foster                    | Embassy WF01                         | M    | 213   |
| 39 DNF | LMP2   | 45  | Embassy Racing                             | Warren Hughes Jonny Kane Joey Foster                    | Zytek ZG348 3.4 L V8                 | M    | 213   |
| 40 DNF | LMP2   | 33  | Speedy Racing Team Sebah Automotive        | Steve Zacchia Andrea Belicchi Xavier Pompidou           | Lola B08/80                          | M    | 194   |
| 40 DNF | LMP2   | 33  | Speedy Racing Team Sebah Automotive        | Steve Zacchia Andrea Belicchi Xavier Pompidou           | Judd DB 3.4 L V8                     | M    | 194   |
| 41 DNF | LMP1   | 20  | Epsilon Euskadi                            | Ángel Burgueño Miguel Ángel de Castro Adrián Vallés     | Epsilon Euskadi EE1                  | M    | 189   |
| 41 DNF | LMP1   | 20  | Epsilon Euskadi                            | Ángel Burgueño Miguel Ángel de Castro Adrián Vallés     | Judd GV5.5 S2 5.5 L V10              | M    | 189   |
| 42 DNF | LMP1   | 22  | Tōkai University YGK Power                 | Toshio Suzuki Haruki Kurosawa Masami Kageyama           | Courage-Oreca LC70                   | Y    | 185   |
| 42 DNF | LMP1   | 22  | Tōkai University YGK Power                 | Toshio Suzuki Haruki Kurosawa Masami Kageyama           | YGK YR40T 4.0 L Turbo V8             | Y    | 185   |
| 43 DNF | LMP1   | 21  | Epsilon Euskadi                            | Shinji Nakano Stefan Johansson Jean-Marc Gounon         | Epsilon Euskadi EE1                  | M    | 158   |
| 43 DNF | LMP1   | 21  | Epsilon Euskadi                            | Shinji Nakano Stefan Johansson Jean-Marc Gounon         | Judd GV5.5 S2 5.5 L V10              | M    | 158   |
| 44 DNF | LMP1   | 6   | Team Oreca-Matmut                          | Marcel Fässler Olivier Panis Simon Pagenaud             | Courage-Oreca LC70                   | M    | 147   |
| 44 DNF | LMP1   | 6   | Team Oreca-Matmut                          | Marcel Fässler Olivier Panis Simon Pagenaud             | Judd GV5.5 S2 5.5 L V10              | M    | 147   |
| 45 DNF | LMP2   | 44  | Kruse Schiller Motorsport                  | Jean de Pourtales Hideki Noda Allan Simonsen            | Lola B05/40                          | D    | 147   |
| 45 DNF | LMP2   | 44  | Kruse Schiller Motorsport                  | Jean de Pourtales Hideki Noda Allan Simonsen            | Mazda MZR-R 2.0 L Turbo I4           | D    | 147   |
| 46 DNF | LMP1   | 12  | Charouz Racing System Team Cytosport       | Greg Pickett Klaus Graf Jan Lammers                     | Lola B07/17                          | M    | 146   |
| 46 DNF | LMP1   | 12  | Charouz Racing System Team Cytosport       | Greg Pickett Klaus Graf Jan Lammers                     | Judd GV5.5 S2 5.5 L V10              | M    | 146   |
| 47 DNF | GT2    | 78  | AF Corse                                   | Thomas Biagi Toni Vilander Christian Montanari          | Ferrari F430 GT2                     | M    | 111   |
| 47 DNF | GT2    | 78  | AF Corse                                   | Thomas Biagi Toni Vilander Christian Montanari          | Ferrari 4.0 L V8                     | M    | 111   |
| 48 DNF | LMP2   | 25  | Ray Mallock Ltd. (RML)                     | Andy Wallace Mike Newton Thomas Erdos                   | MG-Lola EX265                        | M    | 100   |
| 48 DNF | LMP2   | 25  | Ray Mallock Ltd. (RML)                     | Andy Wallace Mike Newton Thomas Erdos                   | MG (AER) XP21 2.0 L Turbo I4         | M    | 100   |
| 49 DNF | LMP1   | 19  | Chamberlain-Synergy Motorsport             | Bob Berridge Gareth Evans Amanda Stretton               | Lola B06/10                          | D    | 87    |
| 49 DNF | LMP1   | 19  | Chamberlain-Synergy Motorsport             | Bob Berridge Gareth Evans Amanda Stretton               | AER P32C 4.0 L Turbo V8              | D    | 87    |
| 50 DNF | GT1    | 53  | Vitaphone Racing Team Strakka Racing       | Peter Hardman Nick Leventis Alexandre Negrão            | Aston Martin DBR9                    | M    | 82    |
| 50 DNF | GT1    | 53  | Vitaphone Racing Team Strakka Racing       | Peter Hardman Nick Leventis Alexandre Negrão            | Aston Martin 6.0 L V12               | M    | 82    |
| 51 DNF | GT2    | 94  | Speedy Racing Team                         | Andrea Chiesa Iradj Alexander Benjamin Leuenberger      | Spyker C8 Laviolette GT2-R           | M    | 72    |
| 51 DNF | GT2    | 94  | Speedy Racing Team                         | Andrea Chiesa Iradj Alexander Benjamin Leuenberger      | Audi 4.0 L V8                        | M    | 72    |
| 52 DNF | GT2    | 85  | Snoras Spyker Squadron                     | Ralf Kelleners Alexei Vasiliev Peter Dumbreck           | Spyker C8 Laviolette GT2-R           | M    | 43    |
| 52 DNF | GT2    | 85  | Snoras Spyker Squadron                     | Ralf Kelleners Alexei Vasiliev Peter Dumbreck           | Audi 4.0 L V8                        | M    | 43    |
| 53 DNF | GT2    | 76  | IMSA Performance Matmut                    | Raymond Narac Patrick Long Richard Lietz                | Porsche 997 GT3-RSR                  | M    | 26    |
| 53 DNF | GT2    | 76  | IMSA Performance Matmut                    | Raymond Narac Patrick Long Richard Lietz                | Porsche 3.8 L Flat-6                 | M    | 26    |
| 54 DNF | LMP2   | 41  | Trading Performance                        | Karim Ojjeh Claude-Yves Gosselin Adam Sharpe            | Zytek 07S/2                          | M    | 22    |
| 54 DNF | LMP2   | 41  | Trading Performance                        | Karim Ojjeh Claude-Yves Gosselin Adam Sharpe            | Zytek ZG348 3.4 L V8                 | M    | 22    |
| 55 DNF | GT2    | 83  | Risi Competizione Krohn Racing             | Tracy Krohn Nic Jonsson Eric van der Poele              | Ferrari F430 GT2                     | M    | 12    |
| 55 DNF | GT2    | 83  | Risi Competizione Krohn Racing             | Tracy Krohn Nic Jonsson Eric van der Poele              | Ferrari 4.0 L V8                     | M    | 12    |